# بخش یونین (شهرستان توسکاراواس، اوهایو)
بخش یونین (به انگلیسی: Union Township) یک منطقهٔ مسکونی در ایالات متحده آمریکا است که در شهرستان توسکاراوس، اوهایو واقع شده‌است.
 بخش یونین ۵۷٫۴ کیلومتر مربع مساحت و ۱٬۵۹۹ نفر جمعیت دارد و ۳۰۱ متر بالاتر از سطح دریا واقع شده‌است.